# Mammillaria morganiana
Mammillaria morganiana (укр. Мамілярія Моргана, мамілярія морганіана) — сукулентна рослина з роду мамілярія (Mammillaria) родини кактусових (Cactaceae).

## Історія
Вид вперше описаний німецьким ботаніком Ернстом Тігелєм (нім. Ernst Tiegel, 1879—1936) у 1933 році у виданні нім. «Möller's Deutsche Gärtner-Zeitung».

## Етимологія
Видова назва дана на честь американського оптика і любителя сукулентів Мередита Волтера Моргана (англ. Meredith Walter Morgan, 1887—1957) з Ричмонда.

## Ареал і екологія
Mammillaria morganiana є ендемічною рослиною Мексики. Ареал розташований у штаті Гуанахуато. Рослини зростають на висоті від 1700 до 1380 метрів над рівнем моря, імовірно в сухих чагарниках.

## Морфологічний опис
Рослини спочатку поодинокі, пізніше кущаться, роздвоюючись і утворюють зарості.
| Орган              | Опис |
| Коріння            | |
| Стебло             | кулясте до коротко-циліндричного, здавлене апікально, до 8 см в діаметрі.                                                 |
| Епідерміс          | яскраво-синьо-зелений. |
| Маміли             | пірамідальні, з молочним соком.                                                                                           |
| Ареоли             | |
| Аксили             | з тонкими волосками, до 20 мм завдовжки.                                                                                  |
| Центральні колючки | 4-5, прямі, голкоподібні, білі з коричневими кінцями, до 10 мм завдовжки.                                                 |
| Радіальні колючки  | 40-50, білі, тонкі, голко-волосоподібні, хвилясті, чергуються, до 12 мм завдовжки.                                        |
| Квіти              | від кремового до рожевого кольору з темно-рожевими центральними прожилками на пелюстках, до 15 мм завдовжки і в діаметрі. |
| Бутони             | |
| Зовнішні пелюстки  | |
| Внутрішні пелюстки | |
| Тичинки            | |
| Маточка            | |
| Плоди              | червоні. |
| Насіння            | коричневе. |

## Чисельність, охоронний статус та заходи по збереженню
Mammillaria morganiana входить до Червоного списку Міжнародного союзу охорони природи видів, даних про які недостатньо (DD).
Немає інформації про чисельність виду і тенденції зміни його чисельності. Невідомо, чи зустрічається цей вид у природоохоронних територіях.
Охороняється Конвенцією про міжнародну торгівлю видами дикої фауни і флори, що перебувають під загрозою зникнення (CITES).

## Систематика
Деякі експерти вважають цей вид синонімом або формою Mammillaria parkinsonii Ehrenb.. Прийнятий як окремий вид Едвардом Фредеріком Андерсоном  — членом Робочої групи Міжнародної організації з вивчення сукулентних рослин (IOS), колишнім її президентом у його фундаментальній монографії з родини кактусових «The Cactus Family».

## Вирощування в культурі
У культурі Mammillaria morganiana вирощувати нескладно, але рослини цього виду зростають трохи повільніше, ніж Mammillaria parkinsonii, і мають набагато густіші колючки. Після приблизно 6-7 років рослини зазвичай дихотомічно діляться. Максимально сонячне розташування забезпечить гарний розвиток колючок і рясні квітки світло-коричневого забарвлення.